# پنتین
پنتین می‌تواند به یکی از ترکیبات شیمیایی زیر اشاره داشته باشد:
- ۱-پنتین (پروپیل‌استیلن)
- ۲-پنتین (اتیل متیل استیلن)